# Kalipuro (Pungging)
Kalipuro is een bestuurslaag in het regentschap Mojokerto van de provincie Oost-Java, Indonesië. Kalipuro telt 3370 inwoners (volkstelling 2010).